# Niihama (Tampere)
Pour les articles homonymes, voir Niihama.
Niihama est un quartier de Tampere en Finlande.

## Description
Niihama est bordé à l'ouest par Kauppi, au nord par le lac Näsijärvi, au sud par la rue Teiskontie et à l'est par la route nationale 9.
Les lacs du quartier de Niihama sont Alasjärvi, Toritunjärvi et Niihamanjärvi
Niihama ouvre des pistes de ski de fond en hiver, un centre de sports nautiques en été et abrite des jardins familiaux.
Le pavillon de loisirs en plein air de Niihama était à l'origine une habitation pour des personnes évacuées de la Carélie finlandaise. Elle a été construite par la famille Olkinuora qui a dû partir de Kaukola dans l'Isthme de Carélie après la guerre de Continuation. 
La ville de Tampere a acheté l'espace à la famille dans les années 1960, après quoi différents entrepreneurs ont été responsables de l'exploitation du café. 
Le sentier de randonnée de Kauppi à Atala et Kangasala passe devant la maison.

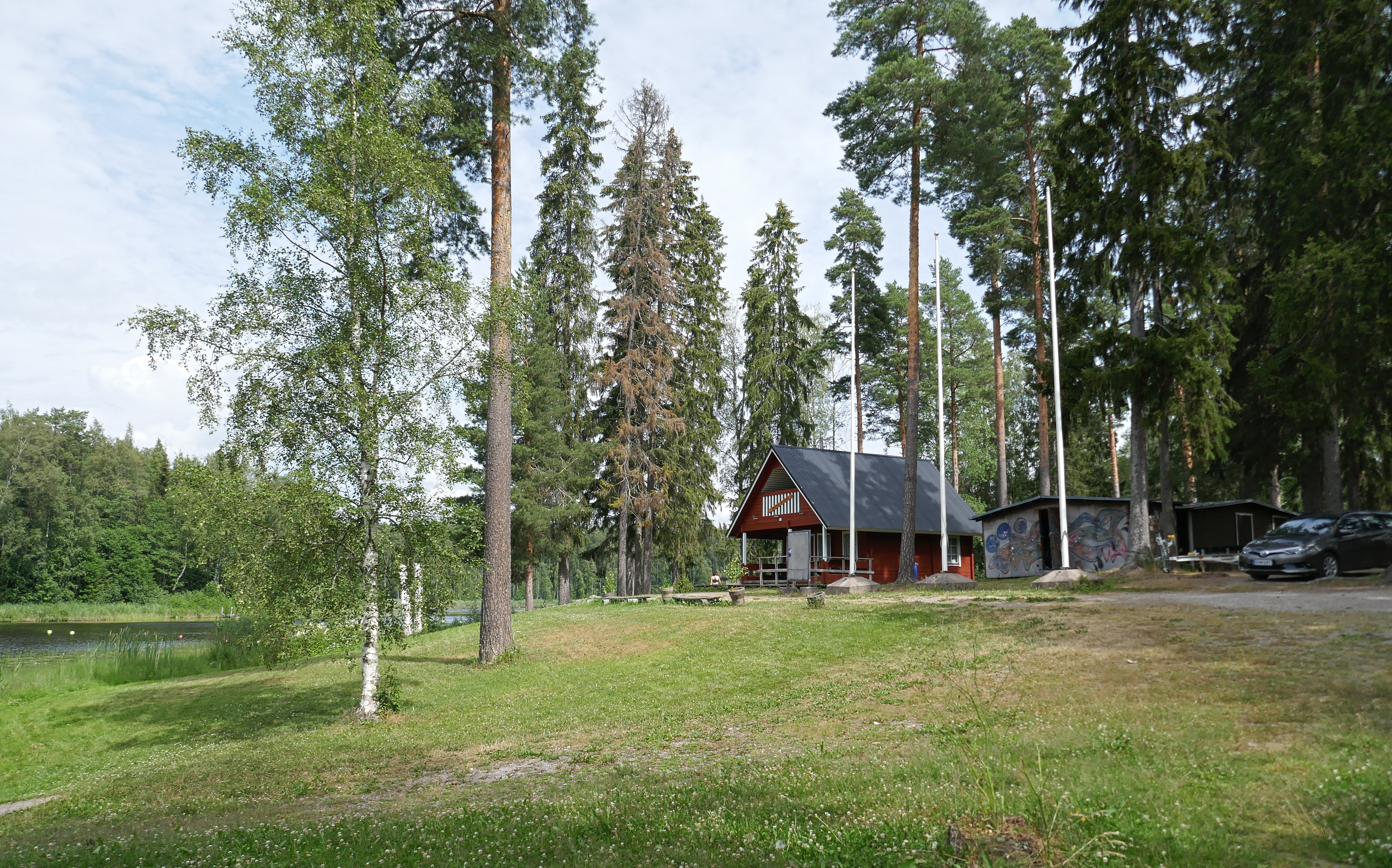
Niihama en 2021.

## Galerie

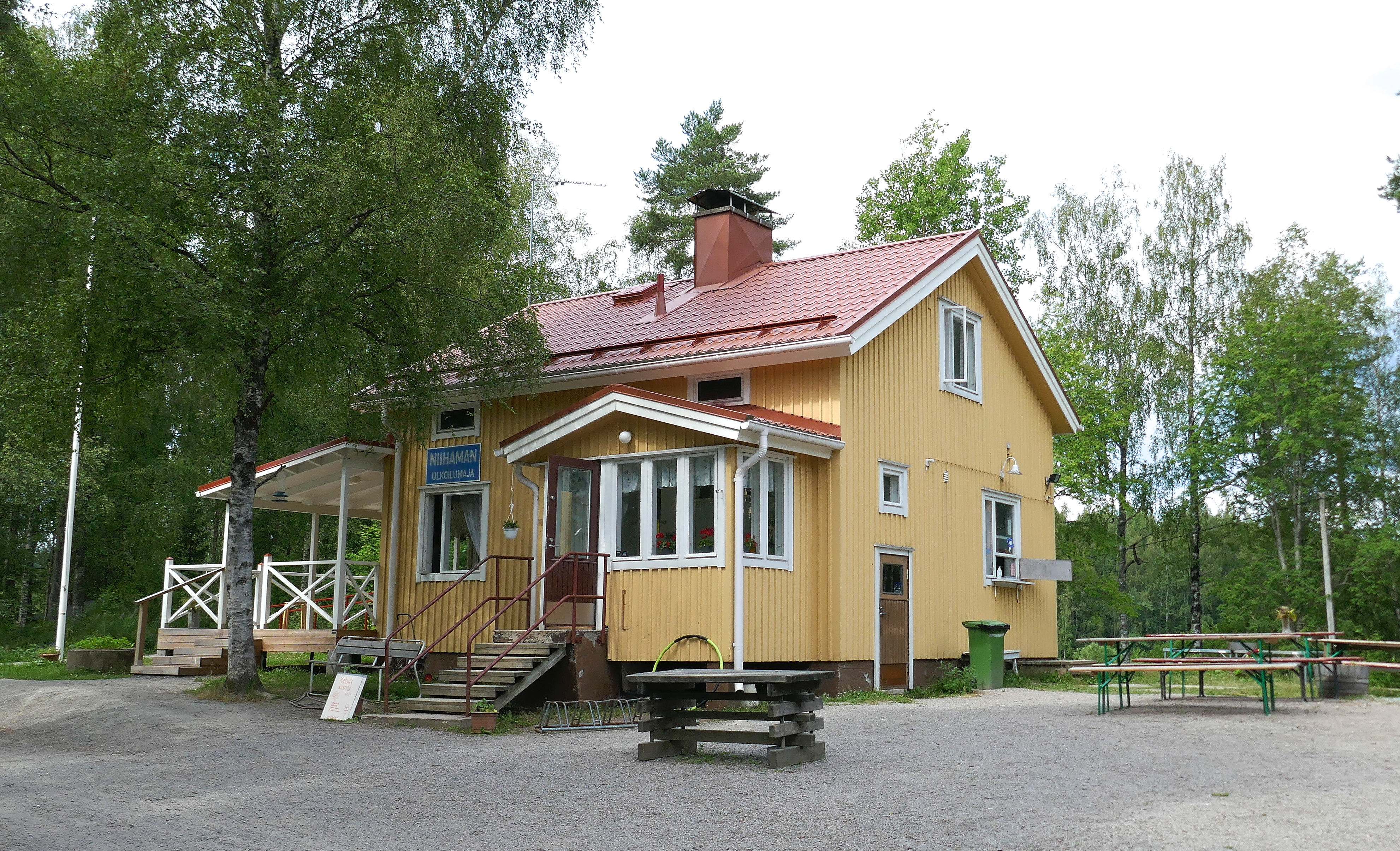
Maison des loisirs de plein air.
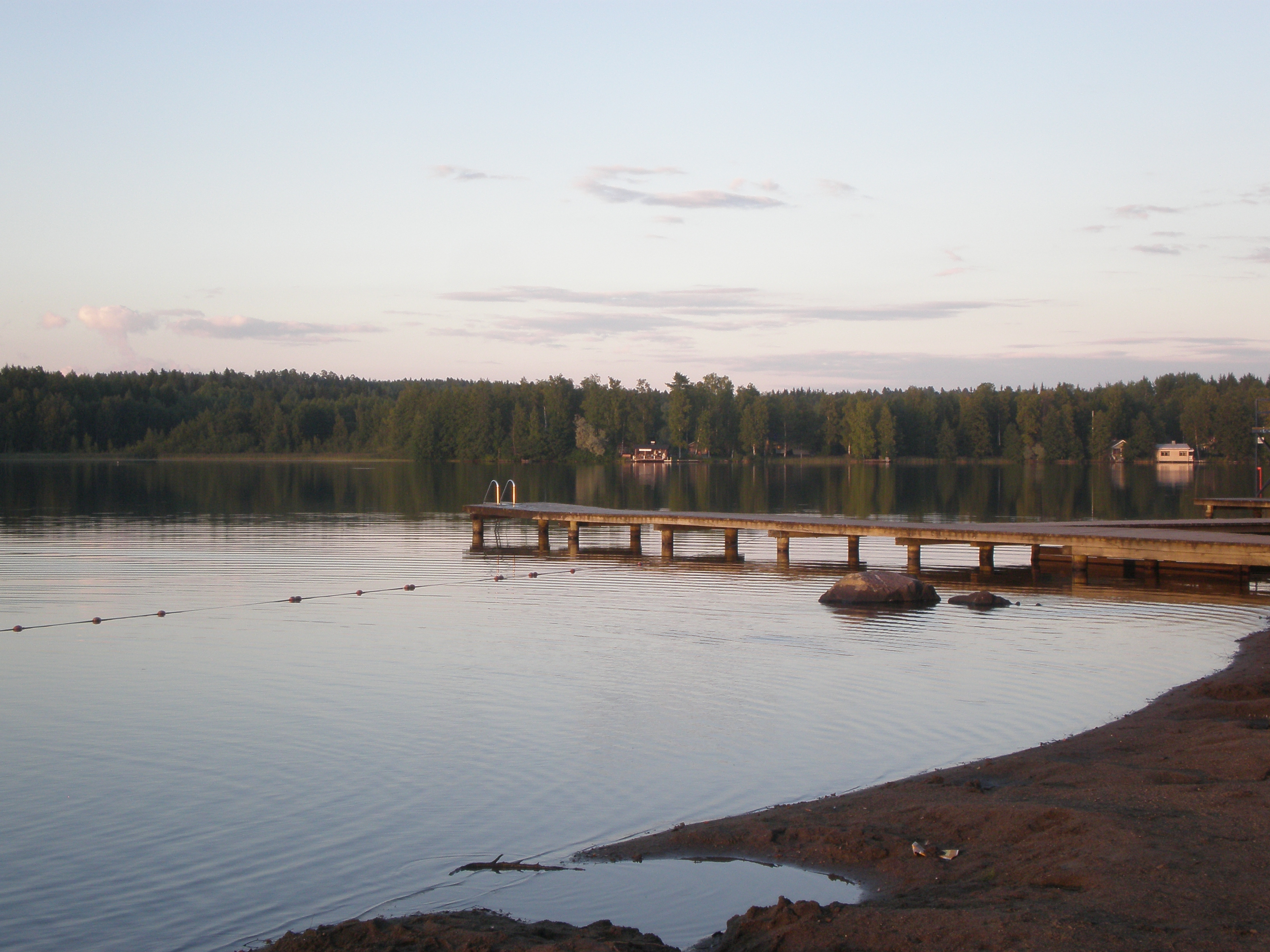
Lac Alasjärvi.
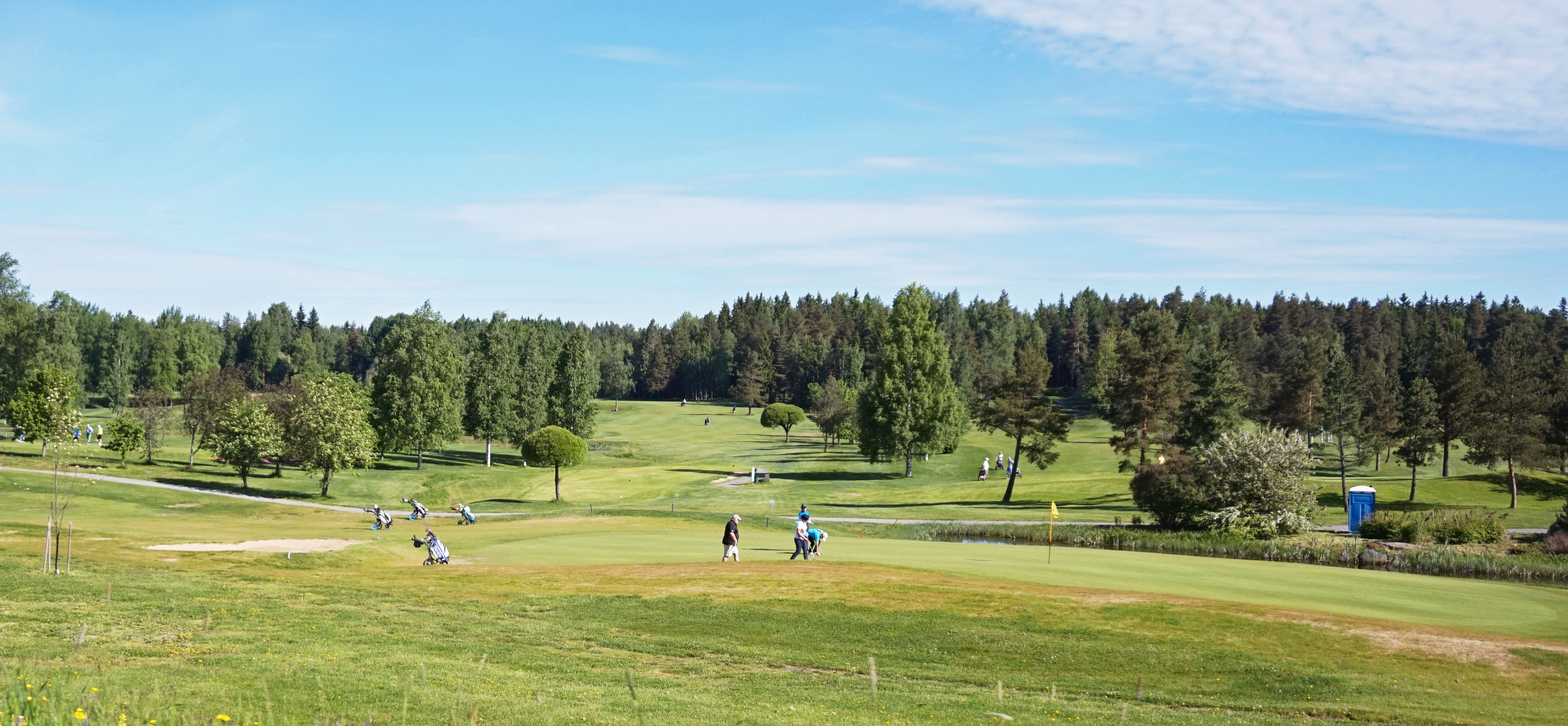
Golf Tammer.